# أندريه هينو
أندريه روبيرت هينو (بالإنجليزية: André Robert Hainault) (مواليد 17 يونيو 1986 في فودريول دوريون) لاعب كرة قدم كندي دولي يجيد اللعب في خط الدفاع . يلعب حاليا لصالح نادي هيوستن دينامو الأمريكي منذ 2009 .

## روابط خارجية
- أندريه هينو على موقع الاتحاد الدولي (مؤرشف)  (الإنجليزية)
- أندريه هينو على موقع الدوري الأمريكي (الإنجليزية)
- أندريه هينو على موقع قاعدة بيانات كرة القدم.إي يو (الإنجليزية)
- أندريه هينو على موقع بيانات كرة القدم. دي إي (الألمانية)
- أندريه هينو على موقع ناشيونال فوتبول تيمز (الإنجليزية)
- أندريه هينو على موقع Soccerbase.com (لاعب) (الإنجليزية)
- أندريه هينو على موقع Soccerway.com (الإنجليزية)
- أندريه هينو على موقع عالم كرة القدم.نت (الإنجليزية)